# Погосян Карен Суренович
Карен Суренович Погося́н (вірм. Պողոսյան Կարեն Սուրենի; нар. 21 листопада 1932, Єреван — пом. 26 березня 2016) — радянський вчений в галузі фізіології рослин. Доктор біологічних наук з 1973 року, професор з 1988 року, академік Національної академії наук Республіки Вірменії з 1996 року, член Італійської академії винограду і вина, Міжнародної академії виноградарства і виноробства.

## Біографія
Народився 21 листопада 1932 року в Єревані. Син вірменського вченого Сурена Погосяна. 1955 року закінчив Московський державний університет імені М. В. Ломоносова. У 1955—1974 роках на науково-дослідній роботі. З 1974 року завідувач відділу фізіології і біохімії рослин Вірменського науково-дослідного інституту виноградарства, виноробства і плодівництва. Член КПРС з 1965 року.
Нагороджений Золотою медаллю імені К. А. Тімірязєва.
Помер 26 березня 2016 року.

## Наукова діяльність
Запропонував низку оригінальних методів вивчення морозостійкості виноградної лози в лабораторних умовах, визначення її потенційної стійкості до низьких температур, локалізованого заморожування окремих ділянок лози; науково обґрунтував можливість ведення високоштамбових форм кущів винограду в умовах Вірменії, питання фітоклімату куща, шляхи підвищення морозостійкості за допомогою застосування фізіологічно активних сполук. Співавтор 8 нових морозостійких сортів винограду. Автор близько 90 наукових робіт, у тому числі однієї монографії. Серед праць:
- Физиологические особенности морозоустойчивости виноградного растения. — Ереван, 1975.